# ميخائيل أوغستين
ميخائيل أوغستين (بالألمانية: Michael Augustin)‏ (29 أبريل 1996 بالنمسا - ) هو لاعب كرة قدم نمساوي في مركز الوسط. شارك مع منتخب النمسا تحت 17 سنة لكرة القدم. أما مع النوادي، فقد لعب مع نادي واكر إنسبروك.

## وصلات خارجية
- ميخائيل أوغستين على موقع قاعدة بيانات كرة القدم.إي يو (الإنجليزية)
- ميخائيل أوغستين على موقع Soccerway.com (الإنجليزية)
- ميخائيل أوغستين على موقع عالم كرة القدم.نت (الإنجليزية)